# Associazione Calcio Ancona 2006-2007
Questa pagina raccoglie le informazioni riguardanti l'Associazione Calcio Ancona nelle competizioni ufficiali della stagione 2006-2007.

## Stagione
Nella stagione 2006-2007 l'Ancona disputa il girone B del campionato di Serie C1, con 33 punti si piazza in terz'ultima posizione, disputa il Play-out contro il Teramo vincendolo nel doppio confronto, mantenendo così la categoria. Stagione difficile per l'Ancona, partito con buone ambizioni, deve però ben presto abbassarle, chiudendo il girone di andata con 16 punti in terz'ultima posizione, nel girone di ritorno si è ripetuto con un punticino in più. Tre allenatori si sono alternati sulla panchina biancorossa, riuscendo comunque a farla trovare pronta nel momento topico del torneo, a fine maggio con la disputa del Play-out vinto contro il Teramo. Due sono gli attaccanti anconetani che sono arrivati in doppia cifra, il siciliano Emilio Docente autore di 12 reti, più 2 decisive nei Play-out, ed il francese Nassim Mendil con 10 centri. Nella Coppa Italia di Serie C l'Ancona ha disputato il girone G di qualificazione, dove è giunto terzo con 6 punti, alle spalle di San Marino e Foligno.

## Rosa
| N. |                    | Ruolo | Calciatore               |
| -- | ------------------ | ----- | ------------------------ |
|    | Italia (bandiera)  | D     | Matteo Abbate            |
|    | Brasile (bandiera) | C     | Anderson Luiz Schveitzer |
|    | Italia (bandiera)  | C     | Dario Salvatore Arcuri   |
|    | Italia (bandiera)  | D     | Riccardo Bocchini        |
|    | Brasile (bandiera) | C     | Carlo Cassiano Bodini    |
|    | Italia (bandiera)  | C     | Alessandro Borgese       |
|    | Italia (bandiera)  | A     | Andrea Bucchi (II)       |
|    | Italia (bandiera)  | C     | Simone Ceccobelli        |
|    | Italia (bandiera)  | C     | Luca Cichella            |
|    | Italia (bandiera)  | C     | Francesco D'Aniello      |
|    | Italia (bandiera)  | A     | Emilio Docente           |
|    | Italia (bandiera)  | D     | Giovanni Esposito        |
|    | Italia (bandiera)  | P     | Simone Farelli           |
|    | Italia (bandiera)  | D     | Alessandro Fogacci       |
|    | Italia (bandiera)  | D     | Giovanni Langella        |
|    | Italia (bandiera)  | C     | Bruno Maggi              |
|    | Italia (bandiera)  | D     | Carlo Mammarella         |

| N. |                      | Ruolo | Calciatore              |
| -- | -------------------- | ----- | ----------------------- |
|    | Italia (bandiera)    | C     | Marco Mancinelli        |
|    | Italia (bandiera)    | D     | Mattia Giovanni Masiero |
|    | Francia (bandiera)   | A     | Nassim Mendil           |
|    | Italia (bandiera)    | D     | Giovanni Micallo        |
|    | Italia (bandiera)    | P     | Davide Morello          |
|    | Italia (bandiera)    | C     | Francesco Mortelliti    |
|    | Italia (bandiera)    | A     | Maurizio Nassi          |
|    | Italia (bandiera)    | C     | Vanni Ripanti           |
|    | Italia (bandiera)    | C     | Simone Rizzato          |
|    | Albania (bandiera)   | A     | Xulian Rrudho           |
|    | Italia (bandiera)    | D     | Gianluca Sgarra         |
|    | Italia (bandiera)    | D     | Gianmario Specchia      |
|    | Italia (bandiera)    | A     | Andrea Staffolani       |
|    | Italia (bandiera)    | C     | Alessandro Teodorani    |
|    | Australia (bandiera) | P     | Jess Van Strattan       |
|    | Italia (bandiera)    | P     | Davide Zomer            |

## Risultati

### Campionato

#### Girone di andata
| Arbitro: | Zanardo (Conegliano) |

|  |           |                         |
|  | Marcatori | 45+4’ Radi 61’ Catinali |

| Arbitro: | Tommasi (Bassano del Grappa) |

|            |           |                         |
| Taccola 1’ | Marcatori | 11’, 66’ (rig.) Docente |

| Arbitro: | Candussio (Cervignano del Friuli) |

|            |           |                       |
| Mendil 73’ | Marcatori | 5’ Chianese 69’ Succi |

| Arbitro: | Zanichelli (Genova) |

|                                       |           |                       |
| Aquino 35’ Ercolano 41’ Sportillo 66’ | Marcatori | 5’ Mendil 59’ Docente |

| Ancona 1º ottobre 2006 5ª giornata | Ancona             | 0 – 0 | Juve Stabia | Stadio Del Conero\| Arbitro: \| Baracani (Firenze) \| |
| Arbitro:                           | Baracani (Firenze) |       |             |                                                       |

| Arbitro: | Forconi (Aprilia) |

|              |           |  |
| Mazzeo 90+4’ | Marcatori |  |

| Arbitro: | Barletta (Bernalda) |

|  |           |             |
|  | Marcatori | 86’ Salgado |

| Arbitro: | Palazzino (Ciampino) |

|                          |           |              |
| Vincenti 27’ Colussi 80’ | Marcatori | 53’ Cichella |

| Arbitro: | Taverna (Taurianova) |

|                              |           |                           |
| Biancolino 19’ G. Grieco 90’ | Marcatori | 45+3’ Anderson 67’ Mendil |

| Arbitro: | La Mura (Nocera Inferiore) |

|                          |           |              |
| Teodorani 12’ Mendil 84’ | Marcatori | 10’ Califano |

| Arbitro: | Andolfatto (Bassano del Grappa) |

|  |           |            |
|  | Marcatori | 15’ Mendil |

| Ancona 19 novembre 2006 12ª giornata | Ancona          | 0 – 0 | Salernitana | Stadio Del Conero\| Arbitro: \| Peruzzo (Schio) \| |
| Arbitro:                             | Peruzzo (Schio) |       |             |                                                    |

| Arbitro: | Gallione (Alessandria) |

|                       |           |  |
| Giovannini 26’ (aut.) | Marcatori |  |

| Arbitro: | Vuoto (Livorno) |

|               |           |  |
| A. Morello 2’ | Marcatori |  |

| Arbitro: | Mannella (Avezzano) |

|             |           |          |
| Borgese 23’ | Marcatori | 83’ Zito |

| Arbitro: | Calvarese (Teramo) |

|                                      |           |  |
| Morante 53’, 67’ Desideri 82’, 90+3’ | Marcatori |  |

| Arbitro: | Paoloemilio (Lanciano) |

|                          |           |                                        |
| Rizzato 90’ Rrudho 90+3’ | Marcatori | 26’, 31’ Ligori 29’ Di Maio 40’ Faieta |

#### Girone di ritorno
| Arbitro: | La Rocca (Ercolano) |

|            |           |            |
| Amodeo 63’ | Marcatori | 39’ Mendil |

| Arbitro: | C. Russo (Nola) |

|             |           |              |
| Docente 44’ | Marcatori | 8’ Trinchera |

| Arbitro: | Tommasi (Bassano del Grappa) |

|              |           |  |
| Chianese 43’ | Marcatori |  |

| Arbitro: | Scoditti (Bologna) |

|  |           |              |
|  | Marcatori | 67’ Schetter |

| Arbitro: | Barbiero (Vicenza) |

|                             |           |  |
| A. De Rosa 11’ Caputo 45+4’ | Marcatori |  |

| Arbitro: | Paparazzo (Catanzaro) |

|              |           |  |
| Cichella 84’ | Marcatori |  |

| Arbitro: | Pecorelli (Arezzo) |

|                               |           |             |
| Princivalli 71’ Chiaretti 78’ | Marcatori | 41’ Docente |

| Arbitro: | Pinzani (Empoli) |

|  |           |                    |
|  | Marcatori | 3’ Leone 79’ Ubeda |

| Arbitro: | Didato (Agrigento) |

|  |           |                    |
|  | Marcatori | 1’, 47’ Biancolino |

| Arbitro: | Barbirati (Ferrara) |

|  |           |                       |
|  | Marcatori | 49’ Mendil 53’ Sgarra |

| Arbitro: | Valeri (Roma) |

|            |           |                             |
| Mendil 47’ | Marcatori | 51’ Mariniello 87’ Gambazza |

| Arbitro: | Tozzi (Lido di Ostia) |

|                                                  |           |                                             |
| E. Ferraro 1’, 45+1’ (rig.) Soligo 39’ Sestu 47’ | Marcatori | 17’ (rig.) Rizzato 43’ Docente 90+4’ Mendil |

| Arbitro: | Tasso (La Spezia) |

|                      |           |  |
| Pederzoli 55’ (rig.) | Marcatori |  |

| Arbitro: | Sguizzato (Verona) |

|                                                |           |  |
| Staffolani 20’ (rig.) Mendil 84’ Docente 90+1’ | Marcatori |  |

| Arbitro: | Barletta (Bernalda) |

|                                                             |           |                                             |
| Deflorio 32’ (rig.) Toledo 53’ Micallo 67’ (aut.) Cejas 71’ | Marcatori | 25’ Docente 45+2’ Nassi 58’ (aut.) Prosperi |

| Arbitro: | Nasca (Bari) |

|                       |           |  |
| Docente 22’, 32’, 90’ | Marcatori |  |

| Arbitro: | Baratta (Salerno) |

|           |           |                                        |
| Villa 68’ | Marcatori | 25’ Docente 75’ Staffolani 90+2’ Nassi |

### Play-out
| Arbitro: | Barbirati (Ferrara) |

|                          |           |  |
| Langella 43’ Docente 92’ | Marcatori |  |

| Arbitro: | C. Russo (Nola) |

|                 |           |                          |
| Myrtaj 24’, 84’ | Marcatori | 29’ Docente 67’ Anderson |

### Coppa Italia di Serie C

#### Girone G
| Arbitro: | D'Alesio (Forlì) |

|            |           |               |
| Tafani 22’ | Marcatori | 20’ A. Bucchi |

| Arbitro: | Zega (Fermo) |

|             |           |            |
| Rizzato 65’ | Marcatori | 9’ Delgado |

| 30 agosto 2006 3ª giornata |  | – Turno di riposo Ancona |  |  |

| Arbitro: | Paoloemilio (Lanciano) |

|                    |           |                     |
| Docente 22’ (rig.) | Marcatori | 36’ (rig.) D. Falco |

| Arbitro: | Passeri (Gubbio) |

|  |           |            |
|  | Marcatori | 34’ Mendil |